# Giovanni Minghelli Vaini
Giovanni Minghelli Vaini (Modena, 8 maggio 1817 – Parma, 7 novembre 1891) è stato un politico e prefetto italiano.

## Biografia
Avvocato, fu eletto deputato nel Collegio elettorale di San Secondo per la VII legislatura del Regno di Sardegna. Fu deputato anche nel corso della VIII legislatura del Regno d'Italia, eletto nel Collegio elettorale di Bettola
Al termine dell'esperienza parlamentare, intraprese la carriera prefettizia, divenendo prefetto delle seguenti città:
- Cagliari (8 settembre 1876 - 29 luglio 1878);
- Torino (29 luglio 1878 - 15 febbraio 1880);
- Catania, di cui fu anche Presidente della Provincia (15 febbraio 1880 - 30 settembre 1881);
- Lecce (30 settembre 1881 - 25 novembre 1883);
- Padova (25 novembre 1883 - 1º aprile 1885);
- Vicenza (16 agosto 1887 - 14 dicembre 1890).